# عبد الله بن عبد الحكم
أَبُو مُحَمَّدٍ عَبْدُ اللَّهِ بْنُ عَبْدِ الْحَكَمِ بْنِ أَعْيَنَ بْنِ لَيْثِ بْنِ رَافِعٍ الْمِصْرِيُّ الْمَالِكِيُّ (155 – 21 رمضان 214هـ / 772 – 829م) فقيه مالكي مصري. وصف بأنه كان من ذوي الأموال والرِّباع، عظيم القدر، ويقال إنه دفع للإمام الشافعي عند قدومه إلى مصر ألف دينار.

## نسبه ومولده
عبد الله بن عبد الحكم بن أعين بن ليث الإمام الفقيه مفتي الديار المصرية أبو محمد المصري المالكية صاحب مالك ويقال إنه من موالي عثمان وولد سنة خمسن وخمسين ومائة 155 هـ.

## شيوخه
سمع الليث بن سعد ومالك بن أنس ومفضل بن فضالة ومسلم ابن خالد الزنجي ويعقوب بن عبد الرحمن الإسكندراني وبكر بن مضر وابن القاسم وابن وهب وعدة حدث عنه بنوه الأئمة محمد وسعد وعبد الرحمن وعبد الحكم وأبو محمد الدارامي ومحمد بن البرقي وخير بن عرفة ومقدام بن داود الرعيني وأبو يزيد القراطيسي ومحمد بن عمرو أبو الكروس ومالك بن عبد الله بن سيف التجيبي وعدة وثقه أبو زرعة وقال ابن وارة كان شيخ أهل مصر

## قول العلماء فيه
- قال أحمد العجلي لم أر بمصر أعقل منه ومن سعيد بن أبي مريم
- وقال ابن حبان كان ممن عقل مذهب مالك وفرع على أصوله قلت لم يثبت قول ابن معين إنه كذاب
- وقال أبو عمر الكندي سكن أبوه وجده أعين جميعا بالإسكندرية وبها ماتا

## مؤلفاته
قال ابن عبد البر صنف عبد الله بن عبد الحكم كتابا اختصر فيه أسمعته من ابن القاسم وابن وهب وأشهب ثم اختصر من ذلك كتابا صغيرا وعلى الكتابين مع غيرهما معول البغداديين المالكية في المدارسة وإياهما شرح القاضي أبو بكر الأبهري قلت وذكروا أنه صنف كتاب الأموال وكتاب مناقب عمر بن عبد العزيز وسارت بتصانيفه الركبان وكان وافر الكثر المال رفيع المنزلة قال الشيخ إبو إسحاق الفيروزاباذي كان ابن عبد الحكم أعلم أصحاب مالك بمختلف قوله أفضت إليه الرئاسة بمصر بعد أشهب قيل إنه أعطى الشافعي ألف دينار وأخذ له من رئيسين ألفي دينار وكان يزكي العدول ويجرحهم وما كان يشهد ودفن إلى جنب الشافعي قلت وكان يحرض ولده محمد بن عبد الله على ملازمة الشافعي مات في شهر رمضان سنة أربع عشرة ومائتين (214هـ) وله نحو من ستين سنة.

## من مروياته
أخبرنا عمر بن محمد المذهب في جماعة قالوا أخبرنا عبد الله بن عمر أخبرنا أبو الوقت أخبرنا أبو الحسن الداوودي أخبرنا أبو محمد ابن حمويه أخبرنا عيسى بن بن عمر أحبرنا عبد الله بن عبد الرحمن أخبرنا عبد الله بن الحكم حدثنا بكر بن مضر عن جعفر بن ربيعة عن صالح هو ابن عطاء عن جابر أن النبي صلى الله عليه وسلم قال أنا قائد المرسلين ولا فخر وأنا خاتم النبيين ولا فخر وأنا أول شافع وأول مشفع ولا فخر هذا حديث صالح الإسناد وصالح هذا مصري ما علمت به بأسا .

### فهرس المراجع
منشورات
1. 1 2 3  الزركلي (2002)، ج. 4، ص. 95.
2. 1 2  ابن عبد الحكم (2013)، ص. 23.
3. ↑  ابن يونس (2000)، ج. 1، ص. 275.
4. 1 2 3  ابن عبد الحكم (2013)، ص. 52.
5. 1 2  الذهبي (1985)، ج. 10، ص. 220.
6. 1 2  الذهبي (1985)، ج. 10، ص. 221.
7. ↑  ابن عبد الحكم (2013)، ص. 20.
8. ↑  ابن عبد الحكم (2013)، ص. 24–34.
9. 1 2  مخلوف (2003)، ج. 1، ص. 89.
10. ↑  ابن عبد الحكم (2013)، ص. 50.
11. ↑  مصطفى (1983)، ص. 4–5.

وب
1. ↑  "مختصرات عبد الله بن عبد الحكم بن أعين المصري (156- 214 ه)". مركز الدراسات والبحوث في الفقه المالكي. مؤرشف من الأصل في 2017-10-01. اطلع عليه بتاريخ 2017-10-01.

### بيانات المراجع (مُرتَّبة حسب تاريخ النشر)
- محمود مصطفى (1983). إعجام الأعلام (ط. 1). بيروت – لبنان: دار الكتب العلمية.
- شمس الدين الذهبي (1985)، سير أعلام النبلاء، تحقيق: شعيب الأرنؤوط، مجموعة (ط. 1)، بيروت: مؤسسة الرسالة، OCLC:4770539064، QID:Q113078038
- ابن يونس المصري (2000)، تاريخ ابن يونس المصري، بيروت: دار الكتب العلمية، OCLC:741213544، QID:Q121076448
- خير الدين الزركلي (2002)، الأعلام: قاموس تراجم لأشهر الرجال والنساء من العرب والمستعربين والمستشرقين (ط. 15)، بيروت: دار العلم للملايين، OCLC:1127653771، QID:Q113504685
- محمد مخلوف (2003)، شجرة النور الزكية في طبقات المالكية (ط. 1)، بيروت: دار الكتب العلمية، QID:Q131310565
- أبو محمد عبد الله بن عبد الحكم بن أعين المصري المالكي (2013). المختصر الصغير: خلافيات في الفقه. دراسة وتحقيق: عمر علي أبو بكر زاريا (ط. 1). السعودية ومصر: دار ابن القيم ودار ابن عفان.